# 瓏珀山
瓏珀山（英語：St Michel）位於香港新界沙田區水泉澳多石街33號，是一個私人屋苑，2022年落成，兩期一共提供330個住宅單位。

## 歷史
地皮位於多石村南面的山坡之上，原本為綠化用地。在2015年，城規會批准改劃申請，將地皮改作住宅（乙類）發展。
政府於2016年6月正式推出瓏珀山所在的地皮招標，並於同年8月5日截標，一共有11個財團入標。此項目地盤面積為145,314平方呎，最高可建面積為434,004平方呎，估值最高約17.4億元。三日後，政府隨即宣佈地皮由新鴻基地產以約23.6億元（平均呎價為5,448元）投得。
至2019年9月，此項目的第一期正式申請預售樓花，當時預計於翌年年尾推出，並於2020年10月尾正式命名為「瓏珀山」，將成為水泉澳唯一一個私人屋苑。然而，受制於2019冠狀病毒病香港疫情及處理銷售文件需時，瓏珀山的推售時間曾一度延至2021年1月，但直至同年4月才開始以招標形式發售首批單位。

## 住宅
屋苑共設五座住宅大廈，全部樓宇高24層（當中19層為住宅），並細分為2期發售，當中第一期會發售其中三座的196伙，而第二期則提供159伙。單位大小方面，此屋苑主要提供3-4房的大型單位，面積大約由920至1,500平方呎不等。而大廈採用人面辨識系統或住戶證出入，訪客可透過QR Code進入物業。

## 設施及配套
屋苑的基座設有停車場及住客會所，並附設園林花園，面積合共5萬平方呎。。

### 住客會所
住客會所名為CLUB MICHEL，樓高4層，由日本設計師事務所Strickland負責設計。1樓設室內運動場；2樓為大堂，並設餐廳、兒童遊樂室、約25米長觀景室內恆溫游泳池、桑拿室、蒸氣室、按摩池；3樓設宴會廳及貴賓廳和24小時健身室；5樓設總面積逾 7,800 平方呎的室內及戶外兒童遊樂場、品茶房、燒烤區、閱讀室、戶外影院、觀景台「Scenic Deck」和戶外觀星園「Garden Under the Star」。
而在入伙首兩年，此屋苑將設有往返港鐵第一城站的穿梭七人車服務，以解決交通不便的問題。

## 建設圖片

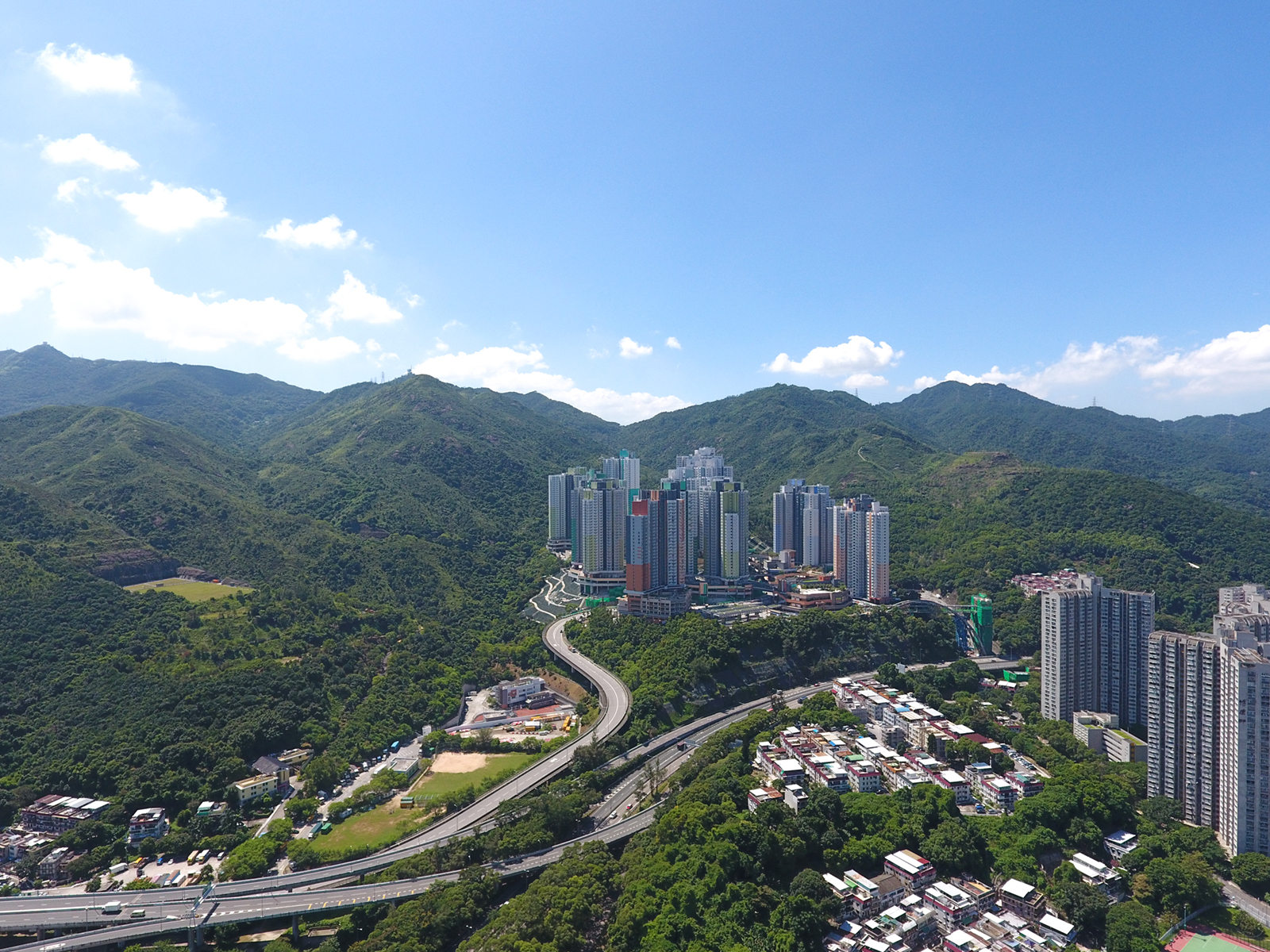
興建前為山坡（左下方），2016年9月
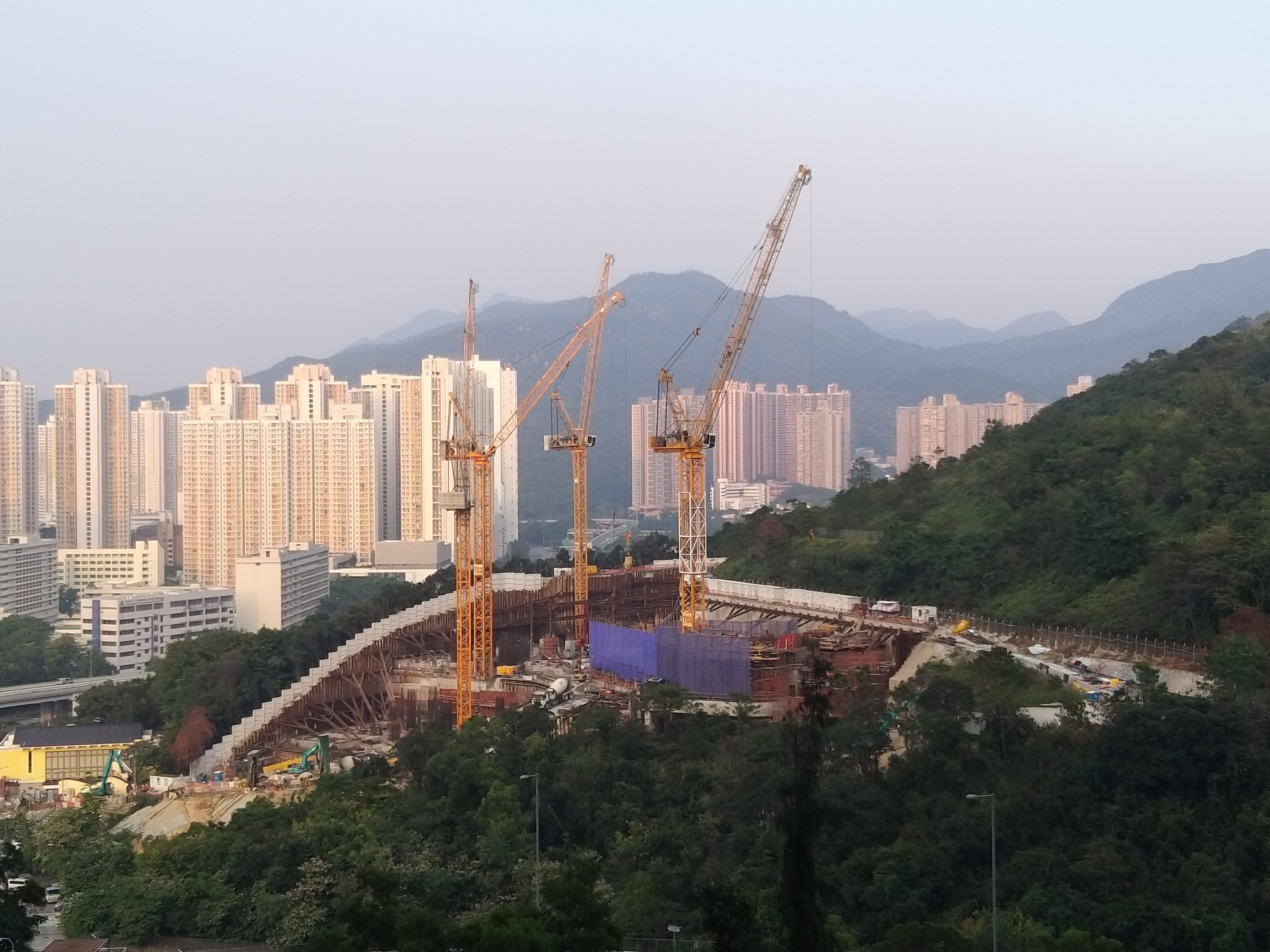
2019年11月
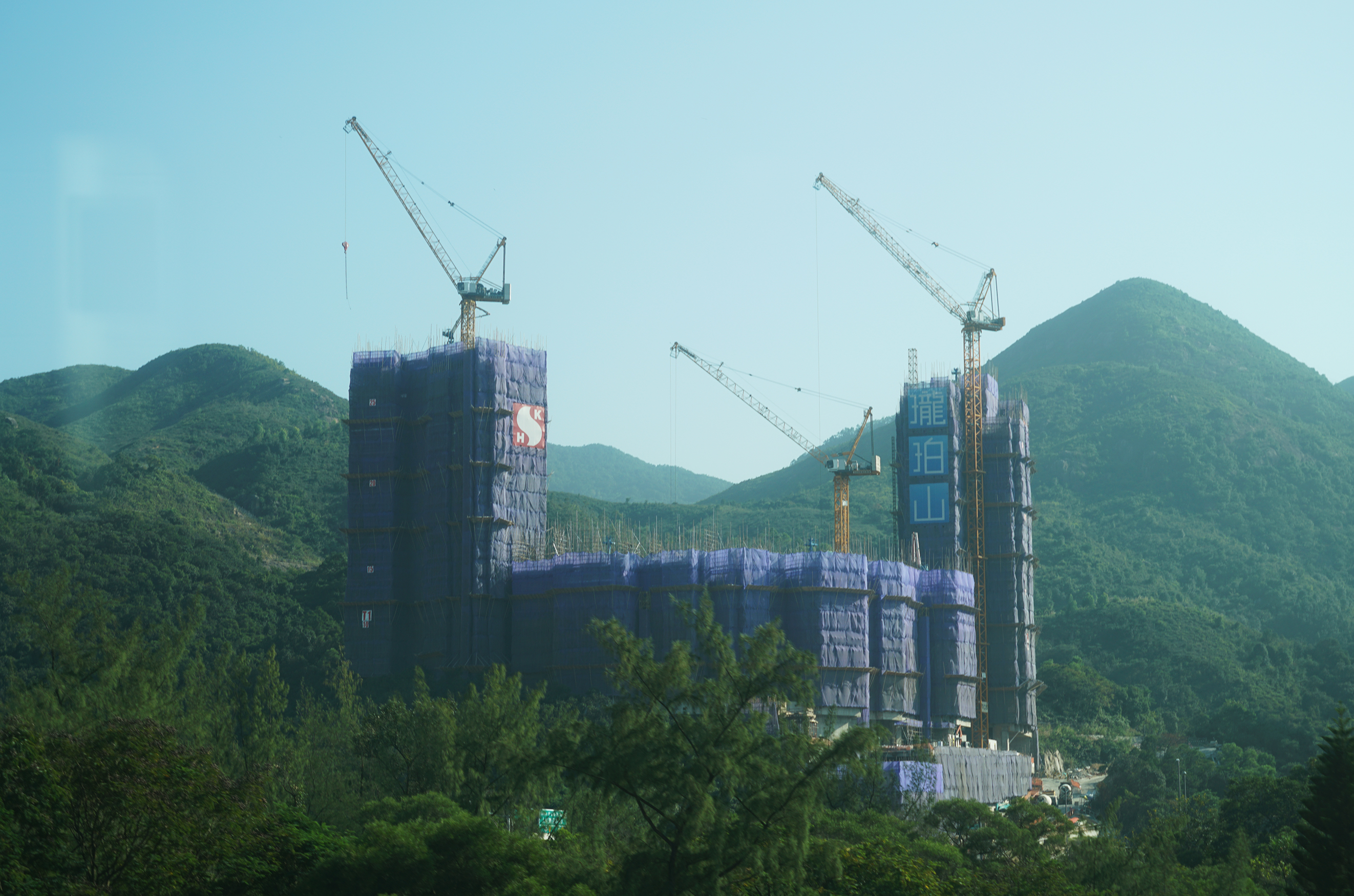
2020年11月
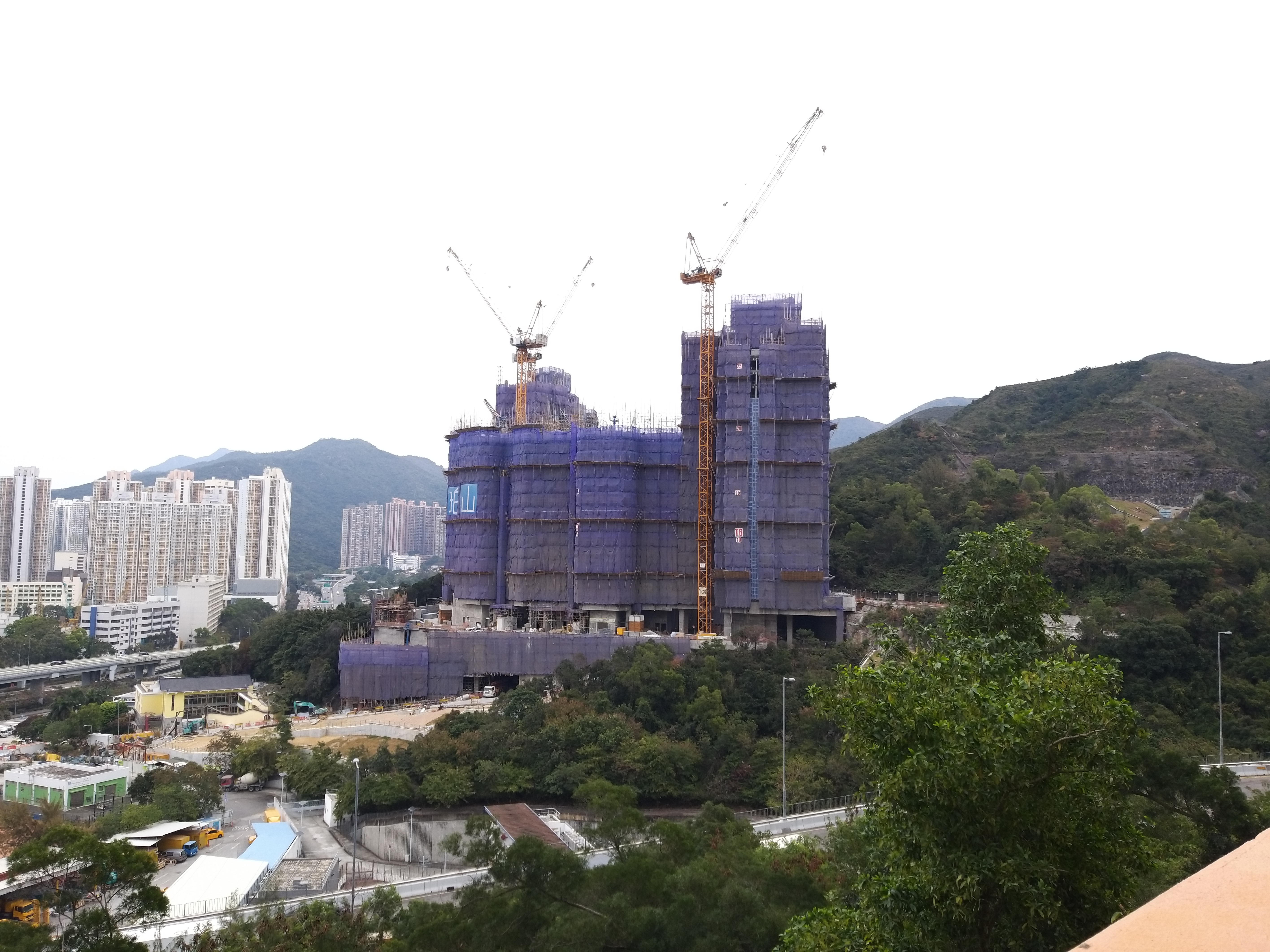
2021年1月
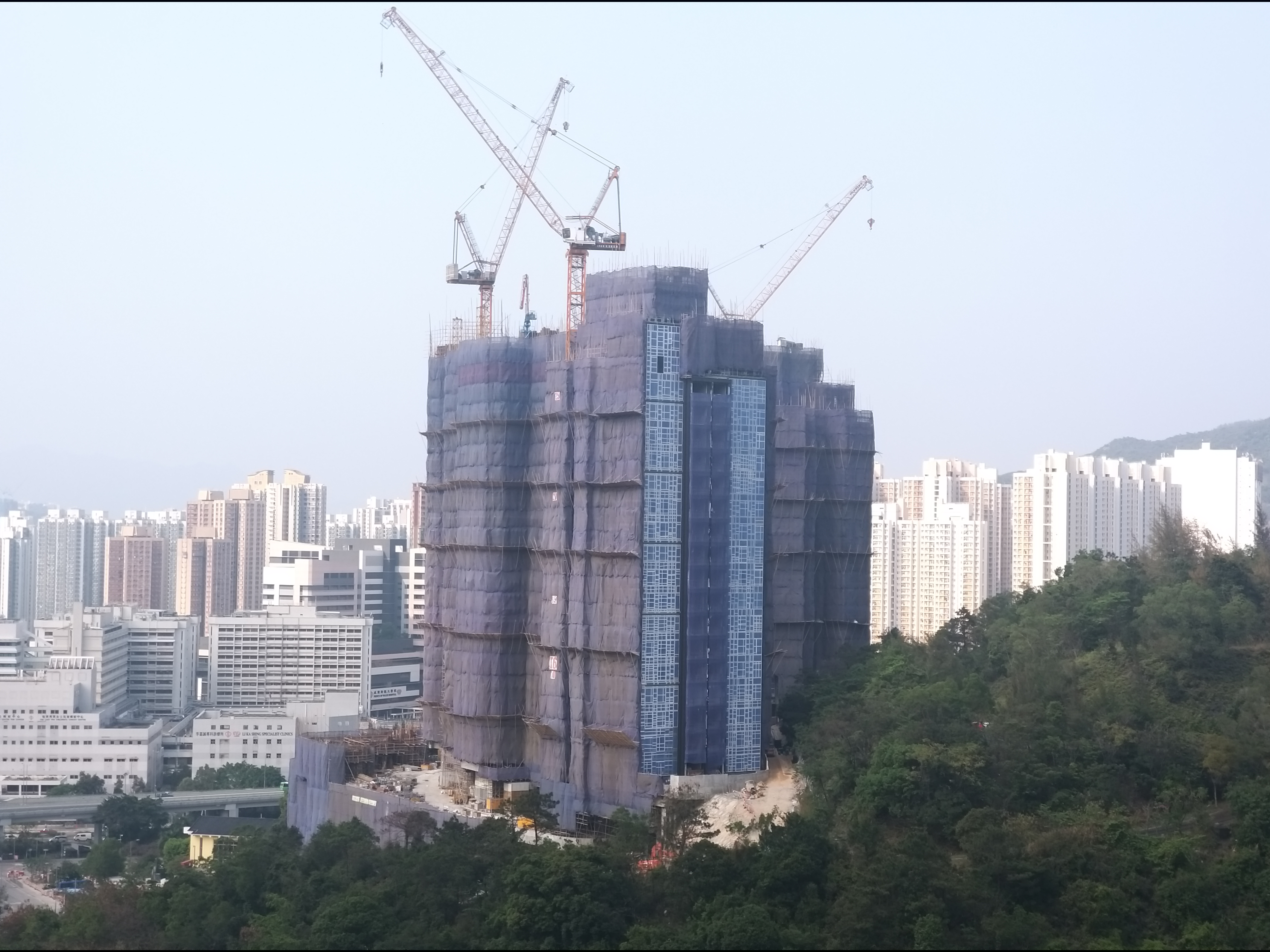
水泉澳邨角度，2021年4月
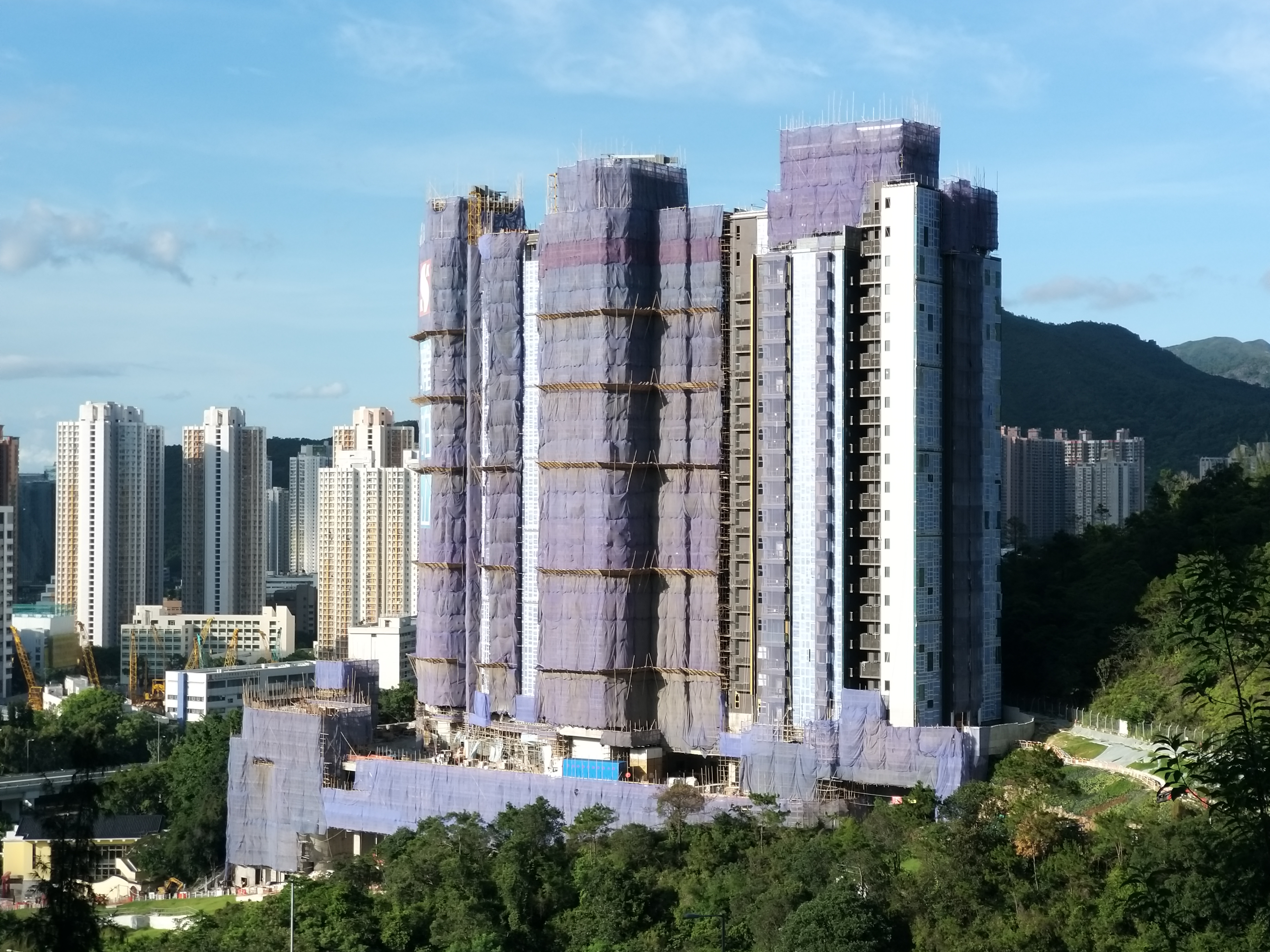
所有樓宇封頂，2021年7月
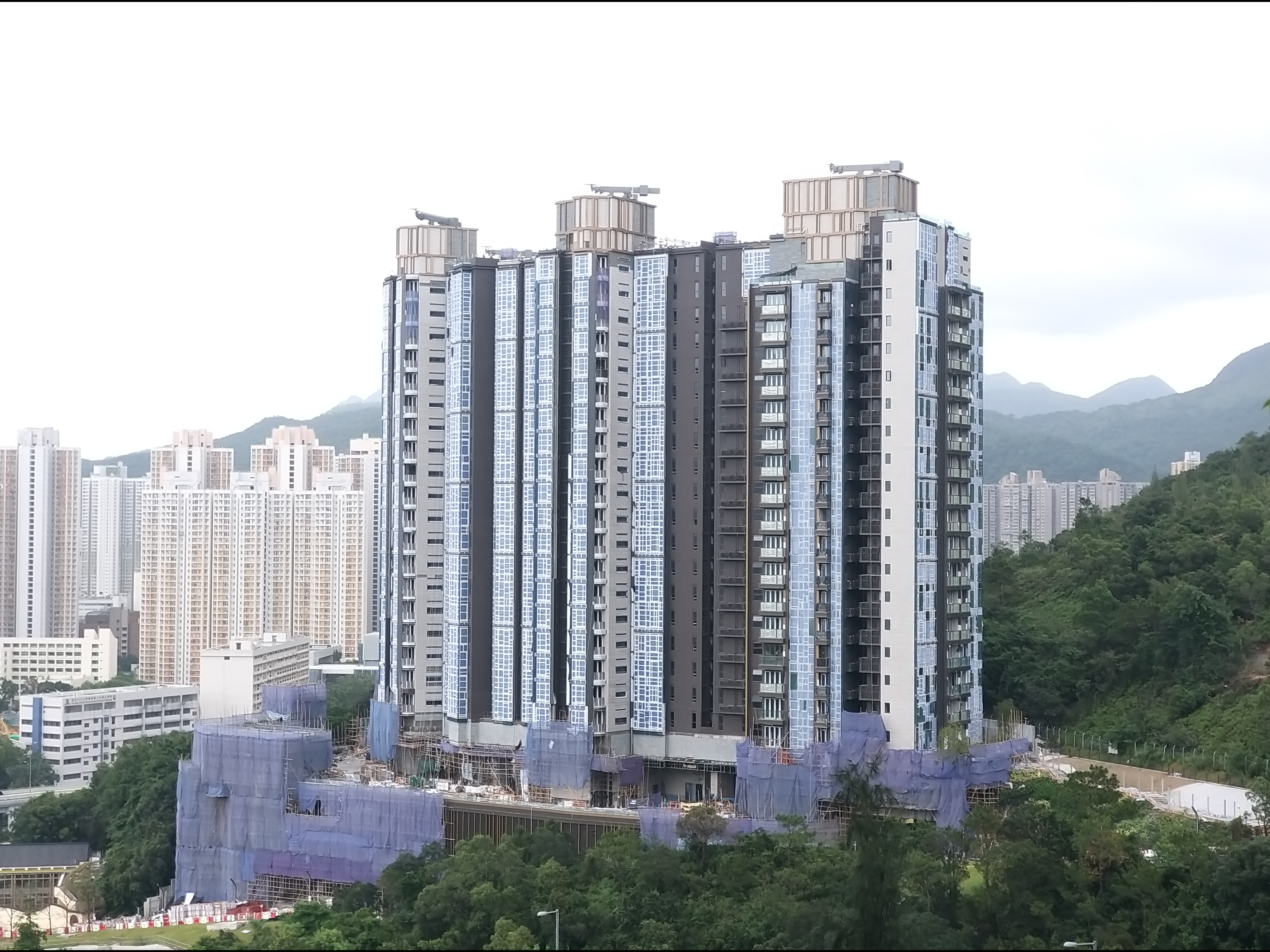
已拆棚，2021年10月
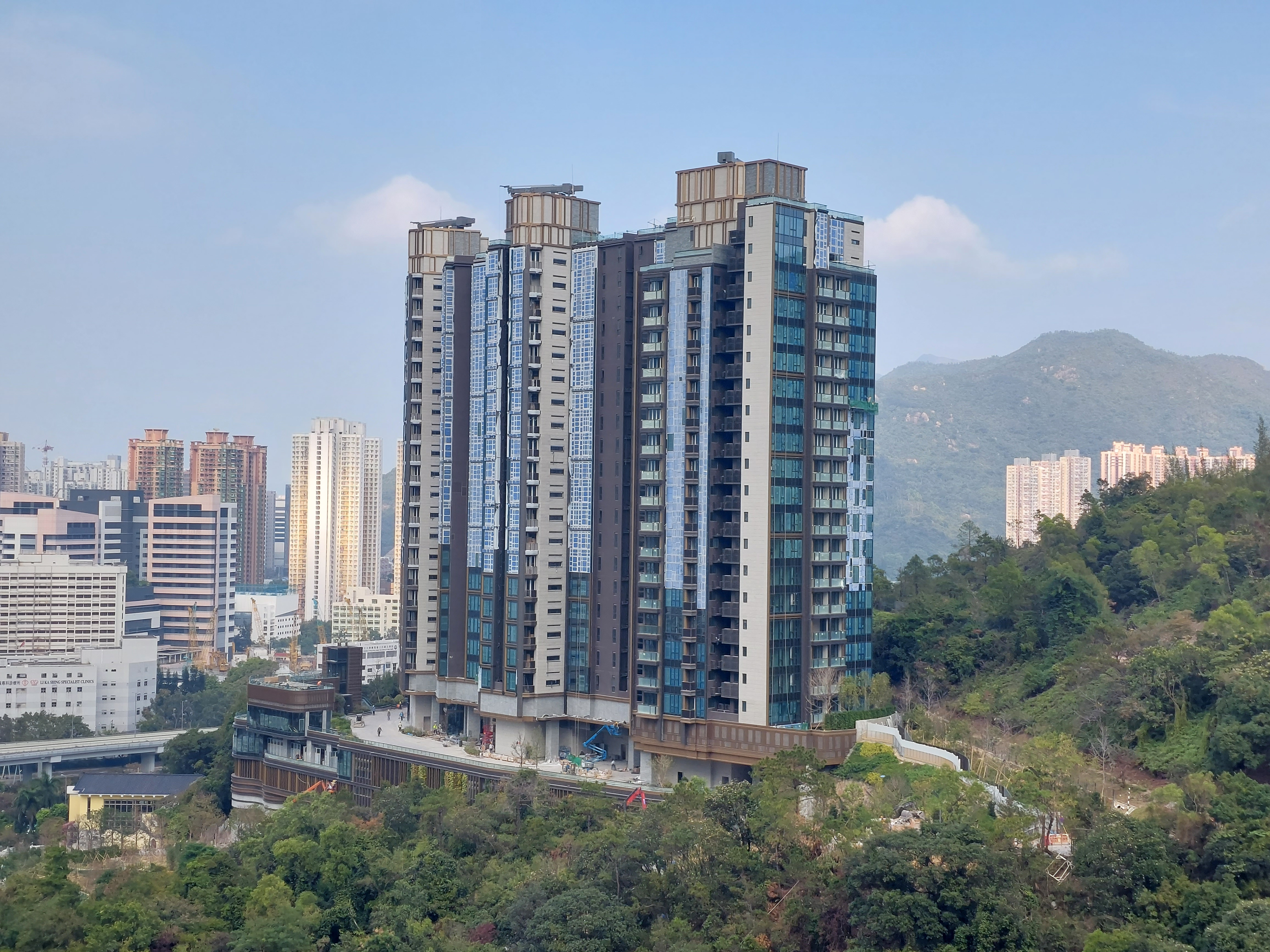
即將建成，2022年1月

## 鄰近地方
- 麥當勞叔叔之家
- 水泉澳邨
- 博康邨
- 威爾斯親王醫院
- 多石村
- 愉翠苑
- 愉田苑
- 沙田第一城